# 江口洋介
江口洋介（1967年12月31日—），日本男演員及歌手。出身於東京都豐島區，畢業於駒込高等學校，身高185cm，血型O型。妻子為日本女歌手森高千里，兩人育有一子一女。

## 經歷

### 出道
1987年，被選為東映電影《湘南爆走族》的主人公江口洋助的扮演者，從而一舉成名。江口是他的真名，由於這部電影是根據已經很受歡迎的漫畫改編的，所以這個角色和他的名字之間的相似性是巧合的。他首次在電視劇中擔任主演是在1987年的單集電視劇《請給我一雙翅膀》（Tsubasa wo kudasai，又譯《欲之翼》、《請給我翅膀》）。
他的實際處女作是電視劇《早春物語》（又譯《早春戀曲》）。雖然雜誌的官方簡介將《湘南爆走族》作為他的處女作，但在《湘南爆走族》之前，他還有其他幾部電影的演出。
1988年，他被選為刑偵劇《新叢林》的實際主角，該劇是《叢林》的新版。

### 1990年代
1990年代初，他是《東京愛情故事》和《在愛的名義下》等偶像劇的常客。當時，獨特的長髮是他的標誌。他和同樣有長髮的武田鐵矢在《101次求婚》中扮演兄弟。
1993年和1997年播出的《同一屋檐下》系列連續劇大受歡迎，取得37.8%的最高收視率。直到今天，它仍然是富士電視台有史以來收視率最高的劇集。
他也是一位創作型歌手，曾有「恋をした夜は」和「愛は愛で」等熱門歌曲。但自1999年以來，他很少再以歌手身份活動，因為「雖然我一直在做演員和音樂，但我想把一件事情做到極致。」
他於1999年6月3日與歌手森高千里結婚，他們在2000年2月有了第一個女兒，2002年5月有了第一個兒子。他現在是一兒一女的父親。

### 2000年代
在獨特的社會派電影《黑暗中的孩子們》（2008年上映）中，他飾演一位新聞記者，他一面追查泰國的兒童賣淫事件，一面卻又在自我否定中受到折磨。
2005年，他在富士電視台播出的關於新潟県中越地震災區的紀錄片節目中，以嚮導身份去現場取材。（此外，該節目中的一集帶來了電影《哥哥的煙火》的製作）。

## 演出作品

### 主要電視劇
- 1989年1月1日 春日局 （德川家光）
- 1991年1月7日 東京愛情故事 （三上健一）
- 1991年7月1日 101次求婚 （星野純平）
- 1992年1月9日 在愛的名義下 （神野時男）
- 1993年2月12日 東京愛情故事特別篇 （三上健一）
- 1993年4月12日 同一屋簷下（柏木達也）主演
- 1995年4月17日 給我們愛吧（井手春海）
- 1996年4月11日 我們結婚吧
- 1997年4月14日 同一屋簷下2（柏木達也）主演
- 1998年9月25日 世界奇妙物語 秋之特別篇1998「家，甜蜜的家」（志村孝行）主演
- 1999年1月5日 救命病棟24小時（進藤一生）主演
- 1999年4月13日 新紳士刑警99 最大的危险游戏
- 2000年1月12日 蒙娜麗莎的微笑（立花雅之）主演
- 2000年7月5日 請給我愛 （長澤基次郎）
- 2000年10月11日 頑固老哥（大西勝男）主演
- 2001年7月3日 救命病棟24小時II （進藤一生）主演
- 2002年1月1日 救命病棟24小時 新春特別篇（進藤一生）主演
- 2002年7月1日 午餐女王 （鍋島勇二郎）
- 2003年4月14日 東京愛情電影 （高杉真先）主演
- 2003年9月18日 世界奇妙物語 秋之特別篇2003「鑰匙」（清水讓治）主演
- 2003年10月9日 白色巨塔 （里見脩二）
- 2004年1月11日 新選組！ （坂本龍馬）
- 2004年7月18日 逃亡者（永井徹生）主演
- 2005年1月11日 急症群英3 （進藤一生）主演
- 2006年10月3日 UnfairSP 暗號解讀（齊木陣）
- 2006年11月11日 迷子之大人們（山下德久）
- 2007年6月15日 養育孩子的爸爸的眼淚（上山良平）
- 2009年1月6日 三角效應（鄉田亮二）
- 2009年 警官之血（安城清二）
- 2009年8月11日 急症群英4（進藤一生）主演
- 2010年4月 国税监察官（春马草辅）主演
- 2010年9月25日 與絕望奮鬥（北川慎一）主演
- 2010年10月4日 世界奇妙物語 20週年秋之特別篇～人氣作家競演篇～「討厭的門」（引田慶治）主演
- 2011年1月16日 School!!（成瀬誠一郎）主演
- 2012年7月 无法呼吸的夏天（樹山龍一郎）主演
- 2013年1月13日 dinner（江崎究）主演
- 2013年1月19日 野良犬（村上翔一）主演
- 2014年1月5日 軍師官兵衛（織田信長）
- 2014年4月27日 逆轉之戰（笹井小太郎）
- 2015年9月20日 しんがり 山一證券 最後の聖戦（梶井達彦）主演
- 2015年10月 成熟女子（高山文夫）
- 2016年7月14日 初次見面，我愛你（梅田信次）
- 2017年7月20日 黑色筆記本（安島富夫）
- 2018年1月18日 BG～身邊警護人～（落合義明）
- 2018年4月9日 信用詐欺師JP（赤星榮介）
- 2019年4月11日 殺人草莓夜SAGA（勝又健作）
- 2019年7月15日 永遠的長老：賦與北海道之名的男人 松浦武四郎（大久保利通）
- 2021年4月11日 涅墨西斯（栗田一秋）
- 2023年8月26日 彩虹粉筆 與智能障礙者共同走過的小鎮工廠奇蹟（大森彰男）
- 2023年10月9日 ONE DAY（蜜谷滿作）
- 2023年11月11日 世界奇妙物語 秋之特別篇2023「永遠的二人」（二宮康孝）
- 2024年1月23日 火星-零的革命-（國見亞門）
- 2025年7月8日 綁架之日（須之內司）

### 網絡劇
- 2024年2月15日 忍者之家（俵壯一）

### 電影
- 1986年8月23日
- 1987年4月25日 湘南爆走族 (主演) （江口洋助 役）
- 1992年12月19日  （田川孝 役）
- 1994年9月3日 愛情全壘打  （水島 役）
- 1996年9月14日 燕尾蝶 （リョウ．リャンキ 役）
- 1998年3月14日 四月物語 （織田信長 役）
- 2000年4月20日 另一個天堂
- 2002年9月14日  （虎蔵 役）
- 2002年10月19日  （「消し屋」三郎 役）
- 2005年6月11日 戰國自衛隊1549 （鹿島永祐 役）
- 2006年10月6日 詭絲 （日本科學家 橋本良晴 役）
- 2007年2月10日 邻镇战争（北原修路 役）
- 2007年3月17日 非關正義-電影版 （公安部管理官 齊木陣 役）
- 2007年6月23日 憑神 （勝海舟 役）
- 2008年4月26日 少林少女 （岩井拳児 役）
- 2008年8月2日 黑暗中的孩子們（日语：闇の子供たち） （南部浩行 役）
- 2009年5月1日 大盜五右衛門（石川五右衛門 役）
- 2010年5月22日 常开野蔷薇（日语：パーマネント野ばら） （鹿岛 役）
- 2011年5月6日 街角洋菓子店（日语：洋菓子店コアンドル） （十村遼太郎 役）
- 2012年2月11日 隼鳥號：遙遠的歸來（日语：はやぶさ 遥かなる帰還） （藤中仁志 役）
- 2012年8月25日 神劍闖江湖 （齋藤一 役）
- 2013年2月9日 腦男（日语：脑男）（茶屋 役）
- 2014年8月1日 神劍闖江湖 京都大火篇（齋藤一 役）
- 2014年9月13日 浪客剑心：传说的最后时刻篇 （齋藤一 役）
- 2015年9月12日 天空之蜂 （湯原 役）
- 2016年1月9日 人生的約定（日语：人生の約束） （渡邊鐵也 役）
- 2017年3月18日 午睡公主～不為人知的故事～ （森川桃太郎 役）
- 2018年5月12日 孤狼之血（日语：孤狼の血） （一ノ瀬守孝 役）
- 2018年7月20日 BLEACH （黑崎一心 役）
- 2019年5月17日 信用詐欺師JP - ロマンス編 （赤星栄介 役）
- 2020年7月23日 信用詐欺師JP - プリンセス編 （赤星栄介 役）
- 2021年4月23日 浪客劍心 最終章 The Final （齋藤一 役）
- 2021年6月4日 浪客劍心 最終章 The Beginning （齋藤一 役）
- 2022年8月26日 彬與瑛 （不動公二 役）
- 2022年10月21日 線·畫出的我 （西濱湖峰 役）
- 2023年3月31日 涅墨西斯：黃金螺旋之謎 （栗田一秋 役）
- 2023年9月29日 沉默的艦隊 （海原渉 役）
- 2025年8月1日 電影版TOKYO MER：行動急診室 南海任務 （牧志秀実 役）

## 音樂作品

### 單曲
- ガラスのバレイ （1988年2月21日） ※歌手出道曲 （日本テレビ『NEWジャングル』挿入歌）
- Hard Rain （1988年11月2日）
- そんなのありかよ （1989年11月21日）
- 夢ゴゴチ / ALL RIGHT （1991年11月6日） Oricon最高29位 （「ALL RIGHT」はアサヒ缶コーヒー「J.O.」のCMソング）
- 恋をした夜は （1992年10月21日） Oricon最高17位、100位以内に約4ヶ月ランクイン （アサヒ缶コーヒー「J.O.」CMソング、東映配給映画『七人のおたく』イメージ・ソング）
- 忘れないよあの君を!! （1993年6月16日） Oricon最高19位 （アサヒ缶コーヒー「J.O.」CMソング）
- 愛就是愛（日语：愛は愛で） （1994年2月9日） Oricon最高8位 （フジテレビ『陽のあたる場所』主題歌）
- It's Fine Today （1995年3月17日） Oricon最高44位 （日産ルキノCMソング）
- 逃げられた天使（Angel） （1995年6月7日） Oricon最高94位 （東京商科学院・法科学院専門学校CMソング）
- TRAVELING BOY―解き放たれた矢のように （1996年5月2日） Oricon最高53位 （TBS『結婚しようよ』主題歌）
- フェアリィ・テイル （1998年9月30日） （フジテレビ『奇跡体験!アンビリバボー』エンディングテーマ）

### 專輯
- READY TO GO NINETEEN-TWENTY（1988年5月21日、1992年9月18日再發行）
- Something Wild（1989年2月8日、1992年9月18日再發行）
- DO DA（1990年2月7日、1992年9月18日再發行）
- GOOD TIMES（1992年2月26日）
- 江口洋介 DISC HISTORY 1998〜1990（1992年3月21日）
- LOVE SONGS（1992年11月11日）
- EASY GOING（1994年5月20日）
- THE BETTER 1991-1993（1995年4月1日）
- It's Fine Today（1995年6月7日）
- On the Road（1996年11月7日）
- WORLD WITHOUT LOVE〜愛のない世界（1998年9月30日）
- Free Life-The Best Of YOSUKE EGUCHI 1994〜1998（1998年10月1日）

## 得獎紀錄
- 第20回 日劇學院賞 最佳男主角 (救命病棟24小時)
- 第30回 日劇學院賞 最佳男主角 (急診室大醫生)
- 第44回 日劇學院賞 最佳男主角 (急診室女醫生)

## 外部連結
- 江口洋介的Instagram帳戶
- 江口洋介的Facebook專頁
- 特集 あの人のとっておきセレクション 江口洋介さん - NHKアーカイブス （页面存档备份，存于）